# Промежуточный вагон

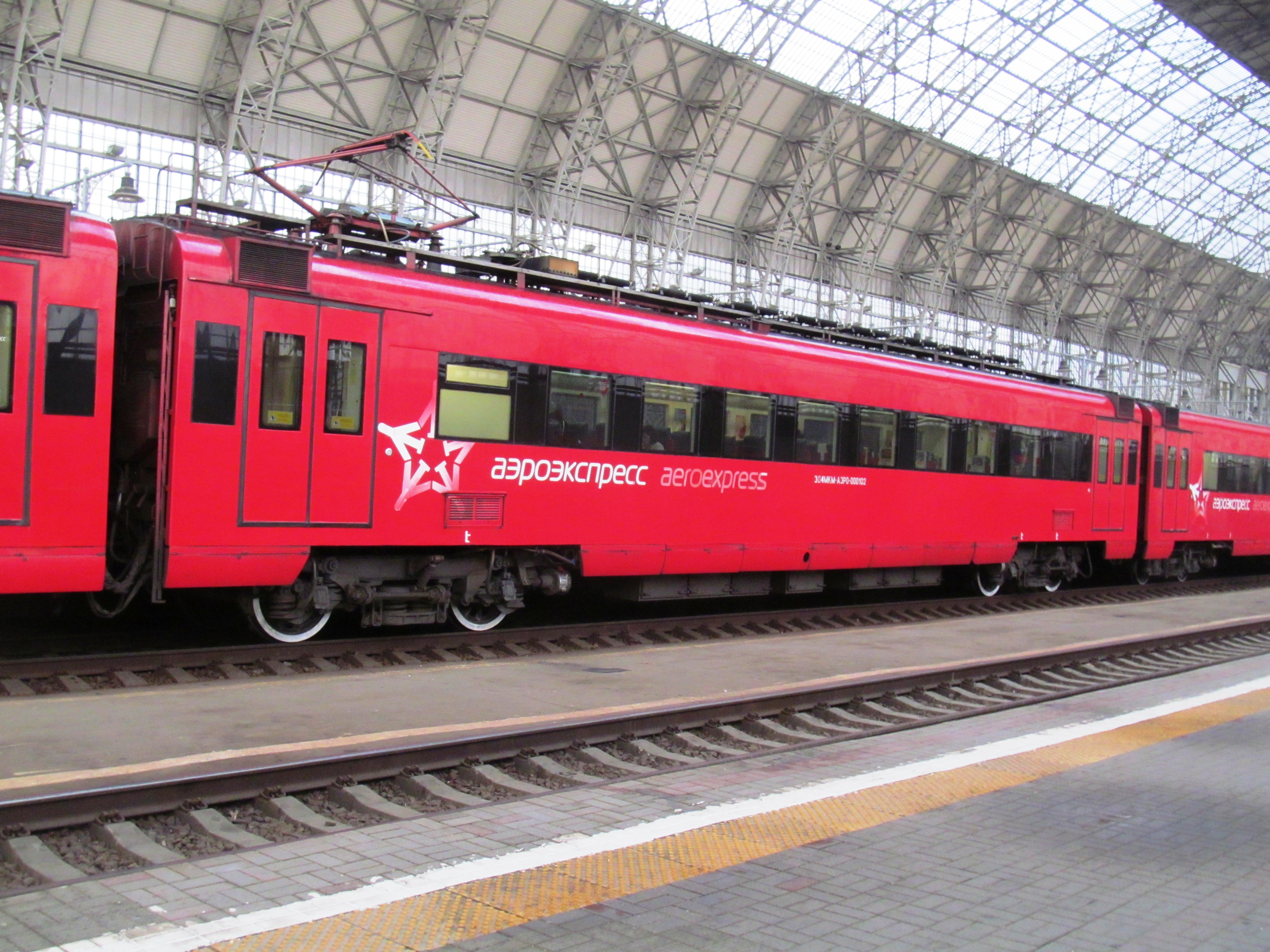

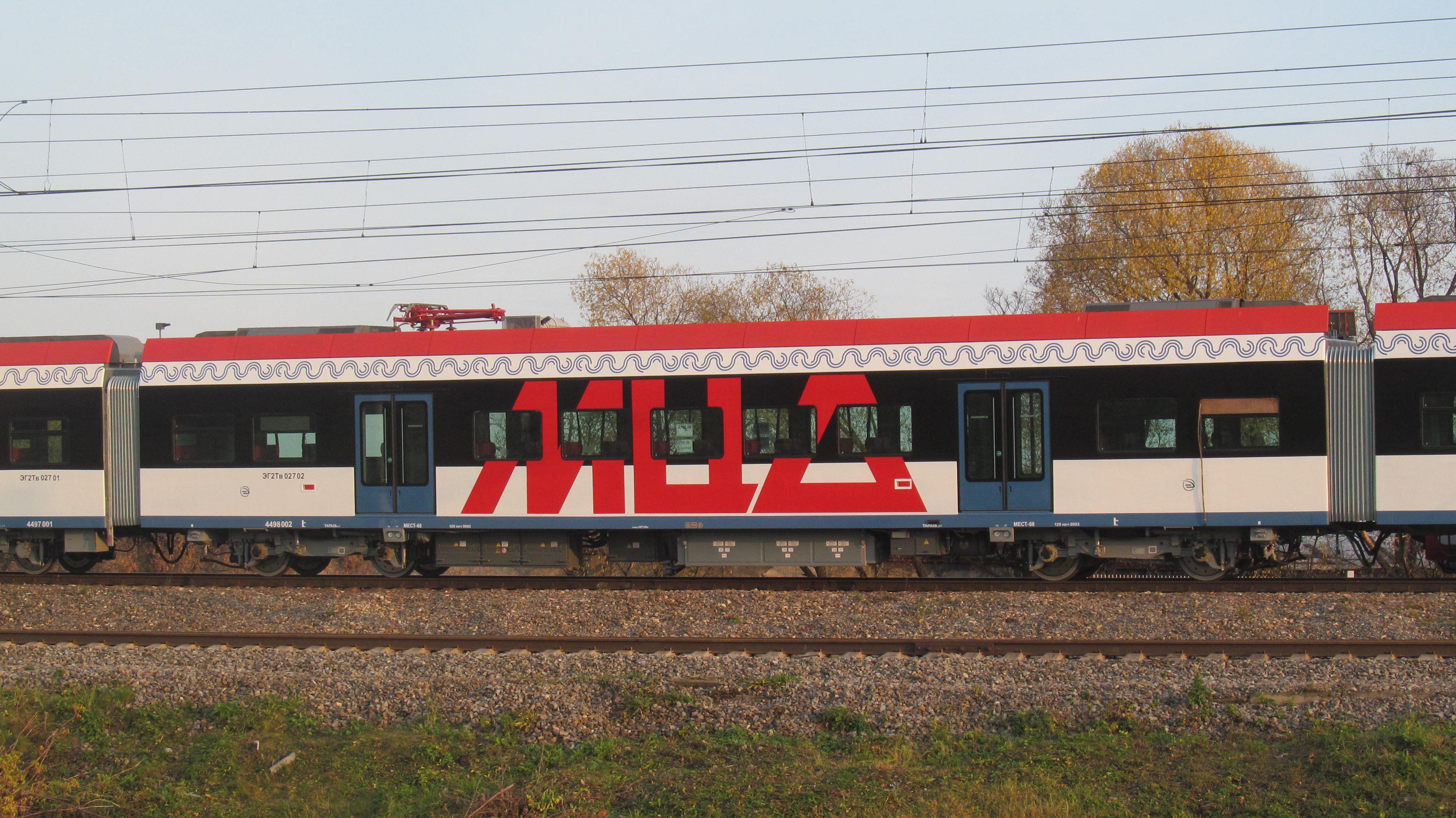

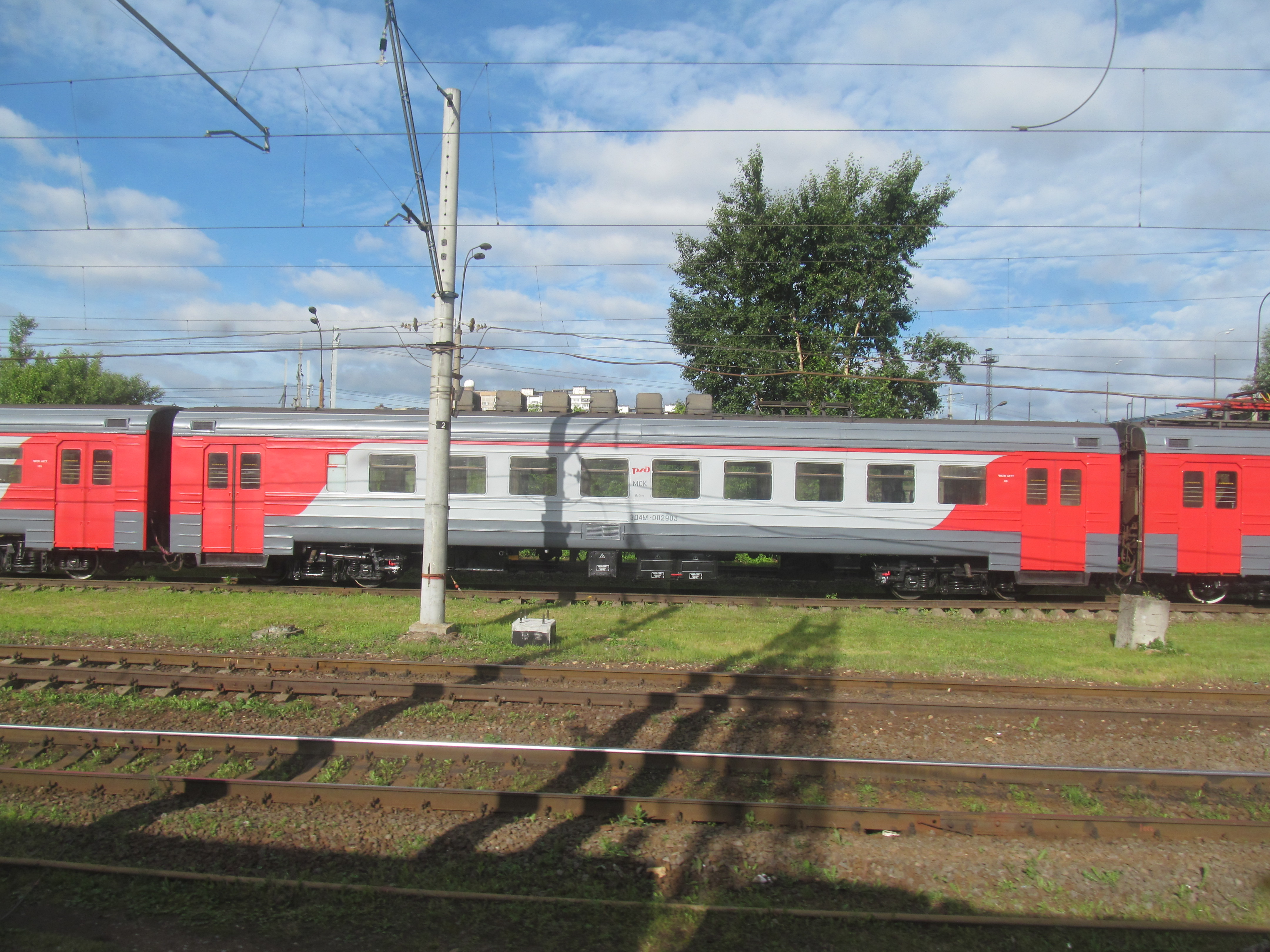

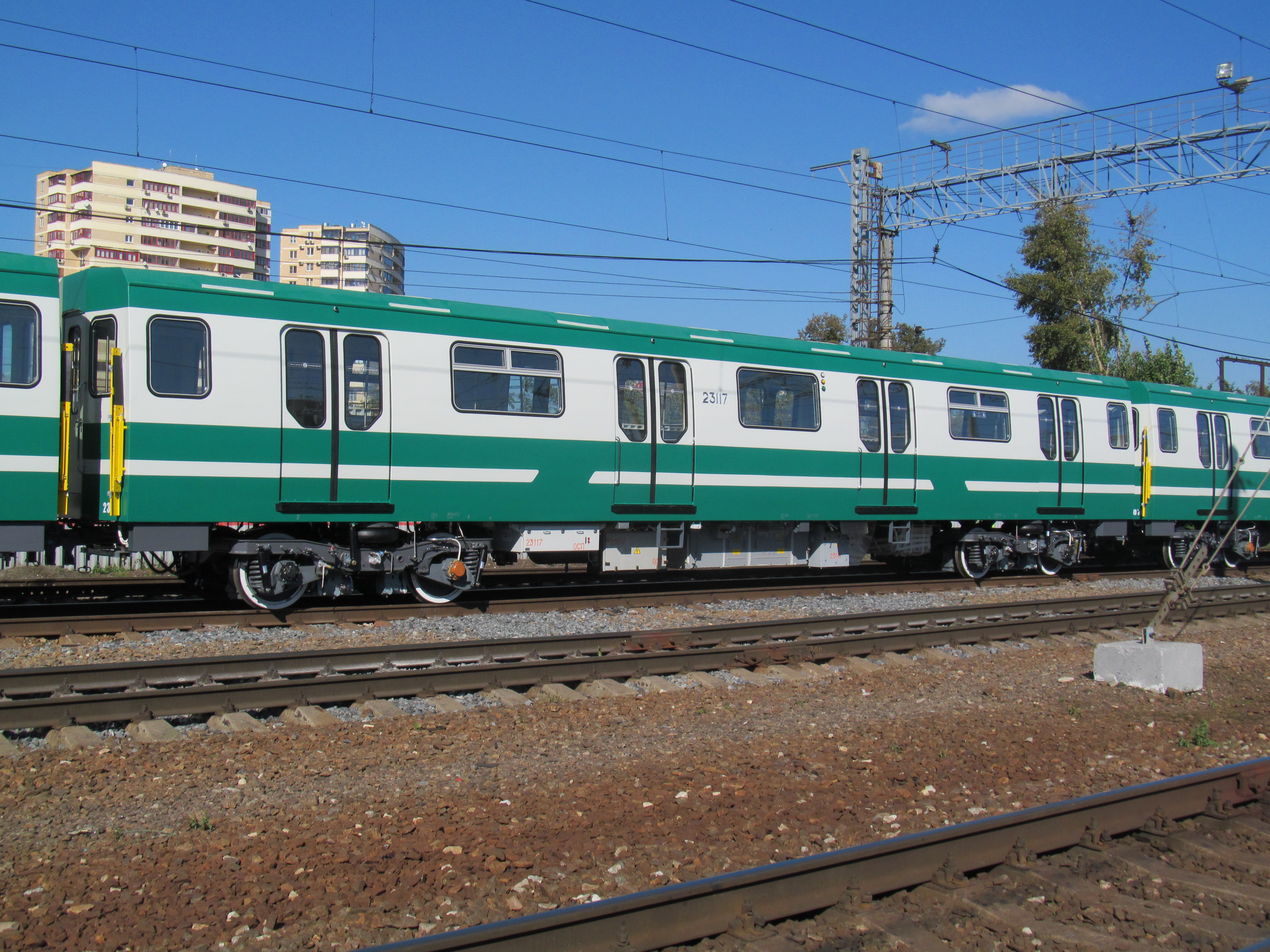
Промежуточный моторный вагон метро 81-723.3 типа Юбилейный

Промежуточный вагон — вагон, эксплуатируемый в составе моторвагонных поездов и сцепляемый между головными.
Промежуточные вагоны, как правило, не имеют кабины управления и не могут эксплуатироваться самостоятельно; могут быть как моторными, так и прицепными. В ряде государств на схемах компоновки поездов применяются специальные обозначения для промежуточных вагонов. Так, по русской классификации их обозначают малой буквой п, соответственно, моторные вагоны обозначаются Мп, а прицепные — Пп. В Германии на Deutsche Bundesbahn промежуточные моторные вагоны электропоездов обозначают EM, а дизель-поездов — VM. Отсутствие кабины машиниста в промежуточных вагонах позволяет увеличить их внутреннюю площадь по сравнению с головными вагонами (при учёте, что все вагоны в поезде одинаковой длины). Однако, в ряде случаев на промежуточных вагонах всё же имеется кабина управления. Так, например, на электросекциях серии С моторный вагон, будучи промежуточным, был оборудован небольшой кабиной управления, служащей для маневровых передвижений одиночного вагона в депо. В поездах метрополитена из вагонов старых типов (в СНГ — вплоть до Еж-3), промежуточные вагоны практически не отличаются от головных, разница, как правило, лишь в отсутствии аппаратуры управления автомашинистом. Также нередко в качестве промежуточных ставят вагоны более старых типов, например, типы Е и Г при головных Ем и выше. Однако, наличие кабины машиниста ограничивало площадь пассажирского салона, поэтому вскоре на промежуточных вагонах метрополитена перестали ставить кабины. В СССР это впервые было сделано в 1974 году на опытном вагоне 81-716 (тип И) и с 1977 года на серийных 81-714. Начиная с начала 2000-х годов и заканчивая началом 2010-х годов, в рамках капитального ремонта 2-го объёма, на вагонах Ем-508Т демонтировались кабины управления, а круглые светильники менялись на люминесцентные посредине вагона. Маневровые передвижения таких вагонов осуществляются за счёт подключения небольшого по габаритам маневрового пульта а т